# Campionato spagnolo di pallavolo femminile
Il campionato spagnolo di pallavolo femminile è un insieme di tornei pallavolistici per squadre di club spagnole, istituiti dalla Federazione pallavolistica della Spagna.

## Struttura
- Campionati nazionali professionistici:

Superliga Femenina de Voleibol: a girone unico, partecipano dodici squadre.
- Campionati nazionali non professionistici:

Superliga 2 Femenina de Voleibol: a due gironi, partecipano venti squadre.
- Campionati regionali non professionistici.